# Pic de la Jaça de l'Home
El Pic de la Jaça de l'Home és una muntanya de 412 metres que es troba entre els municipis d'Espolla i de Rabós, a la comarca catalana de l'Alt Empordà.